# Selección femenina de fútbol sub-20 de Ghana
La selección femenina de fútbol sub-20 de Ghana representa a Ghana en las competiciones internacionales de fútbol femenino en la categoría. Su organización está a cargo de la Asociación de Fútbol de Ghana perteneciente a la CAF.

## Historia
Ha participado en siete mundiales de la categoría y en ninguna de ellas logró pasar la fase de grupos.
Debutó en la Copa Mundial Femenina de Fútbol Sub-20 de 2010 con un empate a un gol ante Estados Unidos. En su segunda presentación cayó por 2-4 ante Corea del Sur y cerró su participación con una victoria 2-0 ante Suiza.
En la Copa Mundial Femenina de Fútbol Sub-20 de 2012 obtuvo tres derrotas: 0-4 ante Estados Unidos, 0-1 ante Alemania y 0-1 ante China.
En la Copa Mundial Femenina de Fútbol Sub-20 de 2014 empezó con una sorprendente victoria 1-0 ante Canadá, luego en su segunda presentación cayó 0-3 ante Corea del Norte y finalizó su participación con una victoria 2-1 ante Finlandia; quedando en la tercera ubicación por el saldo de goles.
En la Copa Mundial Femenina de Fútbol Sub-20 de 2016 inició su participación con una derrota 0-1 ante Nueva Zelanda, seguidos de dos empates: 2-2 ante Francia y 1-1 ante Estados Unidos.
En la Copa Mundial Femenina de Fútbol Sub-20 de 2018 obtuvo dos contundentes derrotas: 1-4 ante la anfitriona Francia y 0-4 ante Países Bajos; finalizando su participación con una victoria 1-0 ante Nueva Zelanda.

## Estadísticas

### Copa Mundial Femenina Sub-20
| Año   | Etapa          | Posición     | J            | G            | E            | P            | GF           | GA           |             |
| ----- | -------------- | ------------ | ------------ | ------------ | ------------ | ------------ | ------------ | ------------ | ----------- |
| 2002  | No clasificó   | No clasificó | No clasificó | No clasificó | No clasificó | No clasificó | No clasificó | No clasificó |             |
| 2004  | No clasificó   | No clasificó | No clasificó | No clasificó | No clasificó | No clasificó | No clasificó | No clasificó |             |
| 2006  | No clasificó   | No clasificó | No clasificó | No clasificó | No clasificó | No clasificó | No clasificó | No clasificó |             |
| 2008  | No clasificó   | No clasificó | No clasificó | No clasificó | No clasificó | No clasificó | No clasificó | No clasificó |             |
| 2010  | Fase de grupos | 11º          | 3            | 1            | 1            | 1            | 5            | 5            |             |
| 2012  | Fase de grupos | 14º          | 3            | 0            | 0            | 3            | 1            | 19           |             |
| 2014  | Fase de grupos | 9º           | 3            | 2            | 0            | 1            | 3            | 4            |             |
| 2016  | Fase de grupos | 13º          | 3            | 0            | 2            | 1            | 3            | 4            |             |
| 2018  | Fase de grupos | 12º          | 3            | 1            | 0            | 2            | 2            | 8            |             |
| 2022  | Fase de grupos | 15º          | 3            | 0            | 0            | 3            | 1            | 9            |             |
| 2024  | Fase de grupos | 17º          | 3            | 1            | 0            | 2            | 5            | 7            |             |
| 2026  | Por definir    | Por definir  | Por definir  | Por definir  | Por definir  | Por definir  | Por definir  | Por definir  | Por definir |
| Total | 7/11           | 17º          | 21           | 5            | 3            | 13           | 20           | 56           |             |

### Campeonato Femenino Sub-20 de la CAF
| Año   | Ronda         | G            | E            | P            | GF           | GC           |
| ----- | ------------- | ------------ | ------------ | ------------ | ------------ | ------------ |
| 2002  | No participó  | No participó | No participó | No participó | No participó | No participó |
| 2004  | No participó  | No participó | No participó | No participó | No participó | No participó |
| 2006  | Tercera Ronda | 1            | 0            | 1            | 0            | 4            |
| 2008  | Final         | 3            | 0            | 3            | 19           | 9            |
| 2010  | Final         | 4            | 0            | 0            | 8            | 0            |
| 2012  | Final         | 6            | 0            | 0            | 22           | 2            |
| 2014  | Final         | 1            | 0            | 1            | 1            | 1            |
| 2015  | Final         | 5            | 1            | 0            | 17           | 2            |
| 2018  | Final         | 5            | 1            | 0            | 24           | 2            |
| 2022  | Final         | 5            | 1            | 0            | 13           | 2            |
| 2024  | Final         | 6            | 0            | 0            | 21           | 2            |
| Total |               | 26           | 3            | 5            | 125          | 24           |